# Hardman (Automobilhersteller)
Hardman war ein britischer Hersteller von Automobilen.

## Unternehmensgeschichte
Das Unternehmen aus Liverpool begann 1906 mit der Produktion von Automobilen. Der Markenname lautete Hardman. Im gleichen Jahr endete die Produktion.

## Fahrzeuge
Im Angebot standen drei Modelle. Dies waren der 18/20 HP, der 25/30 HP und der 40/50 HP.